# Juno Award/Children’s Album of the Year
Der Juno Award for Children’s Album of the Year wird seit 1979 im Rahmen der Juno Awards an das beste Album der Kindermusik in Kanada vergeben. Zwischen 1979 und 2002 wurde die Kategorie Best Children’s Album hgenannt.

## Übersicht

### Best Children’s Album (1979–2002)
| Jahr | Gewinner                                   | Album                                | Nominierungen | Ref.  |
| ---- | ------------------------------------------ | ------------------------------------ | --- | ----- |
| 1979 | Anne Murray                                | There's a Hippo in My Tub            | - Are We There Yet? – Sandy Offenheim (with Family) - One Elephant, Deux Éléphants – Sharon Lois & Bram - Canada's Favourite Folksongs – Various Artists - Polka Dot Door – Various Artists | [ 2 ] |
| 1980 | Sharon, Lois & Bram                        | Smorgasbord                          | - Chickery Chick – Sandra Beech - Going Bananas – Mariposa in the Schools Program - I Lost My Pet Lizard – Brenda and Paul Hoffert - Mr. Dressup, For a Song – Ernie Coombs | [ 3 ] |
| 1981 | Sharon, Lois & Bram                        | Singing 'n' Swinging                 | - The Cat Came Back – Fred Penner - Listen to Me – Jim & Rosalie - You've Got to Be a Kid to Get In – The Free Rose Corporation - Merry-Go-Round – The Travellers |       |
| 1982 | Sandra Beech                               | Inch By Inch                         | - Listen to the Children – Bob Schneider - The Cats – Children’s Hour Productions - The Polka Dot Pony – Fred Penner - Big Bird and Oscar the Grouch, Camping in Canada – Various Artists |       |
| 1983 | Bob Schneider                              | When You Dream a Dream               | - Junior Jug Band – Chris & Ken Whiteley - Wake Up Mr. Dressup! – Ernie Coombs and Terry McManus - Jim & Rosalie... at the Music Factory – Jim & Rosalie - Valdy's Kid's Record – Valdy |       |
| 1984 | The Rugrats                                | Rugrat Rock                          | - Reflections on Crooked Walking – Ann Mortifee - Special Delivery – Fred Penner - Music Builders IV – Music Builders - I Can Do Anything – Sphere Clown Band |       |
| 1985 | Robert Munsch                              | Murmel Murmel Munsch                 | - The Magic Singing Animal Farm – Brad MacDonald, Frank Daller and David E. Walden - Snyder the Spider – Paul Hann - Music Builders VI – The Music Builders Chorus - Today's Special – Today's Special - Wee Rockers – Wee Rockers                                                                   |       |
| 1986 | Charlotte Diamond                          | 10 Carrot Diamond                    | - Songs + Games for Toddlers – Bob McGrath & Katharine Smithrim - Lots More Junior Jug Band – Chris & Ken Whiteley - Come On In – Eric Nagler |       |
| 1987 | Bill Usher                                 | Drums!                               | - Family Pie – Kim & Jerry Brodey - Family Album – Rick & Judy - Bananas in His Eyebrows – Roberta Lynne Stones |       |
| 1989 | Fred Penner Connie Kaldor/Carmen Campagne  | Fred Penner's Place Lullaby Berceuse | - Diamonds and Dragons – Charlotte Diamond - Qu'il Y Ait Toujors Le Soleil – Charlotte Diamond - Le Loup du Nord – Matt Maxwell - Mr. Bach Comes To Call – Susan Hammond, The Toronto Boy's Choir, The Studio Arts Orchestra - The Orchestra – Toronto Philharmonia Orchestra/Mark Rubin (Produzent) |       |
| 1990 | Susan Hammond/Barbara Nichol               | Beethoven Lives Upstairs             | - The People On My Street – Bob King - Improvise With Eric Nagler – Eric Nagler - Footeprints – Norman Foote - The Boy Who Wanted To Talk To Whales – Robert Minden Ensemble |       |
| 1991 | Susan Hammond                              | Mozart's Magic Fantasy               | - Une Voix Pour Les Enfants – Carmen Campagne - The Season – A Family Christmas Celebration – Fred Penner - Yes I Can – Sandra Beech - Sing A to Z – Sharon, Lois & Bram |       |
| 1992 | Classical Kids/Susan Hammond (Produzentin) | Vivaldi's Ring of Mystery            | - Swing On a Star – Claire de Lune - Happy Feet – Fred Penner - Children of the Morning – Jack Grunsky |       |
| 1993 | Jack Grunsky                               | Waves of Wonder                      | - Something's Fishy at Camp Wiganishie – Al Simmons - Rêves multicolores – Carmen Campagne - Daydreams & Lullabies – Classical Kids/Susan Hammond (Produzentin) - If The Shoes Fits – Norman Foote                                                                                                   |       |
| 1994 | Susan Hammond/Classical Kids               | Tchaikovsky Discovers America        | - The Child's Play Collection Barbara Nichol et al. - I Can't Sit Down – Eric Nagler - Dream Catcher – Jack Grunsky - Candles, Snow and Mistletoe – Sharon, Lois & Bram |       |
| 1995 | Raffi                                      | Bananaphone                          | - J'ai tant dansé – Carmen Campagne - Eric's World – Record Eric Nagler - What a Day! – Fred Penner - Jacob Two Two and the Dinosaur – Mordecai Richler |       |
| 1996 | Al Simmons                                 | Celery Stalks at Midnight            | - Raffi Radio – Raffi - Philharmonic Fool – Rick Scott - Hallelujah Handel! – Susan Hammond/Classical Kids - The Keeper – Will Millar |       |
| 1997 | Martha Johnson                             | Songs from the Tree House            | - Jumpin' Jack – Jack Grunsky - Walking in the Sun – Jake Chenier - Like a Ripple on the Water – Kim & Jerry Brodey - Maestro Orpheus and the World Clock – R. H. Thomson, |       |
| 1998 | Judy & David                               | Livin' in a Shoe                     | - The Truck I Bought from Moe – Al Simmons - Enchantée – Carmen Campagne - Chickee's on the Run – Heather Bishop - Planet Lenny – Lenny Graf |       |
| 1999 | Susan Hammond's Classical Kids             | Mozart's Magnificent Voyage          | - Rendez-Vous Soleil – Claire de Lune - Accordélidon – Danielle Martineau - Musical Mystery Machines – Ken Whiteley - Celebrate the Music – Sandra Beech |       |
| 2000 | Sharon, Lois and Bram                      | Skinnamarink TV                      | - Ants In Your Pants, Volume 1 – Douglas John - Les petites merveilles de Fanchon – Fanchon - Play On... – Jam Sandwich (Mary Lambert & Ellen Yeo) - Song of the Unicorn – Susan Hammond's Classical Kids                                                                                            |       |
| 2001 | Jack Grunsky                               | Sing & Dance                         | - Annie – Annie Brocoli - Charlotte Diamond's World – Charlotte Diamond - Step To It – Norman Foote - Cradle On The Waves – Teresa Doyle |       |
| 2002 | Susan Hammond                              | A Classical Kids Christmas           | - Call of the Wild – Aaron Burnett - Chase a Rainbow – J. Paul Adams, Mary Lou Sicoly, George Brasovan - Red's In The Hood – Judy & David - Songs From The Boom Box – Judy & David | [ 4 ] |

### Children’s Album of the Year (seit 2003)
| Jahr | Gewinner                          | Album                                         | Nominierungen | Ref.  |
| ---- | --------------------------------- | --------------------------------------------- | --- | ----- |
| 2003 | Fred Penner                       | Sing with Fred                                | - Nous Sommes Tous Comme Les Fleurs – Charlotte Diamond - Once Upon A Tune - Volume 3 - Beanstock – Judy & David - Dodo Le Planète Do Dream Songs Night Songs – Pelican Music Project - Let's Play – Raffi                                                             |       |
| 2004 | Connie Kaldor                     | A Duck in New York City                       | - Like A Flower to the Sun – Jack Grunsky - The Children of Lir – Loretto Reid - Sing Out Summer Fun – Mary Lambert - Dodo la planète do – Dream songs night songs 2 – Pelican Music Project                                                                           |       |
| 2005 | Connie Kaldor                     | A Poodle in Paris                             | - Angela May's Magnificent Musical Menagerie – Angela Kelman - Songs For You – Jennifer Gasoi - MathJam K – Judy & David - The 5 Elements – Rick Scott & Harry Wong |       |
| 2006 | Tafelmusik Baroque Orchestra      | Baroque Adventure: The Quest for Arundo Donax | - A Butterfly in Time – CMSM Concert Theatre Productions - Happy All of rhe Time – Jake - The Fabulous Song – Michelle Campagne & Davy Gallant - Canada Needs You (Volume One) – Mike Ford                                                                             |       |
| 2007 | Jack Grunsky                      | My Beautiful World                            | - Dinosaurs, Dragons and Me – Donna & Andy - Join the Band – Ken Whiteley - Snooze Music – Rick Scott - Murmel Murmel Munsch! – Robert Munsch |       |
| 2008 | Jen Gould                         | Music Soup                                    | - This Is Daniel Cook. Here We Are! – Daniel Cook and Friends - Gonna Keep Dancing – Eddie Douglas - Superstars – The Doodlebops - Prokofiev: Peter and the Wolf – the Windsor Symphony Orchestra                                                                      |       |
| 2009 | Barenaked Ladies                  | Snacktime!                                    | - FiddleFire! – Chris McKhool - Oui! – Gregg LeRock - Catchy Tune – Jack Grunsky - The Kerplunks – The Kerplunks |       |
| 2010 | Norman Foote                      | Love My New Shirt                             | - Action Packed – Bobs & Lolo - I'm Me! – Charlie Hope - We Share The Earth – The Bee's Knees - Walk On – The Kerplunks |       |
| 2011 | Peter Lenton                      | Proud Like a Mountain                         | - Encore – Gregg LeRock - The Little Blue Doggy – Michelle Campagne - Number 3 – The Kerplunks - Power to the Little People – The Monkey Bunch |       |
| 2012 | Charlie Hope                      | Songs, Stories and Friends: Let's Go Play!    | - Connecting the Dots – Bobs & LoLo - Sleepy Sky Lullaby – Eddie Douglas - Everyone – Music with BRIAN - My Butterfly/A Capella Lullabies – Vocal Paint |       |
| 2013 | Emilie Mover                      | The Stella and Sam Album, ft. Emilie Mover    | - Always Be a Unicorn – Helen Austin - Chansons pour toutes sortes d’enfants – Henri Godon - Throw a Penny in the Wishing Well – Jennifer Gasoi - One Dancefloor – Marlowe & the MiX                                                                                   |       |
| 2014 | Helen Austin                      | Colour It                                     | - Sing As We Go! – Charlie Hope - What's the Big Idea?!? – Gary Rasberry - Mon coffret à surprises – Marie-Claude - Coconuts Don't Fall Far From the Tree – Splash’N Boots                                                                                             |       |
| 2015 | Fred Penner                       | Where in the World                            | - Wave Your Antlers – Bobs & LoLo - Le chat botté – LuLu et le Matou - Love Bug – Raffi - Happy Times – Splash’N Boots |       |
| 2016 | The Swinging Belles               | More Sheep, Less Sleep                        | - Greatest Hits – Big Block SingSong - Dirty Feet – Bobs & LoLo - Forest Friends’ Nature Club Album – Ginalina - Songs from the Boot – Splash’N Boots |       |
| 2017 | Diana Panton                      | I Believe in Little Things                    | - De Tombouctou à Bombay – Kattam - Owl Singalong – Raffi - Big Yellow Tunes – Splash’N Boots - Wordplay – Will Stroet |       |
| 2018 | Fred Penner                       | Hear the Music                                | - Greatest Hits, Vol. 3 – Big Block SingSong - Blue Skies – Bobs & LoLo - Love, Kisses and Hugs – Splash’N Boots - The Moblees (Songs from the Hit TV Show) – The Moblees                                                                                              | [ 5 ] |
| 2019 | Splash’N Boots                    | You, Me and the Sea                           | - Let's Go Bananas – Beppie - It Takes a Village – Ginalina - Dog on the Floor – Raffi - It's Cool to be Kind – Sonshine and Broccoli |       |
| 2020 | Big Block SingSong                | Greatest Hits, Vol. 4                         | - It's GFORCE – GFORCE - This Is Us – Girl Pow-R - A Cheerful Little Earful – Diana Panton - Sharon, Bram & Friends – Sharon & Bram | [ 6 ] |
| 2021 | Splash’N Boots                    | Heart Parade                                  | - Letters and Numbers – ABC Singsong - J’aime mon école – Njacko Backo and Kalimbas at Work, - Small But Mighty – Ginalina - Goodnight to you All: Traditional Lullabies from Ireland & the UK – Charlie Hope                                                          |       |
| 2022 | Garth Prince                      | Falling in Africa                             | - ABC Singsong – Words Words Words - Oot n’ Oots – Ponderosa Bunchgrass and the Golden Rule - Walk Off the Earth & Romeo Eats – Walk Off the Earth & Romeo Eats Vol. 1 - Young Maestro – Maestro Fresh Wes Presents: Young Maestro “School Days”                       |       |
| 2023 | Walk Off the Earth and Romeo Eats | Walk Off the Earth and Romeo Eats, Vol. 2     | - Beppie – Nice to Meet You - Jeremy and Jazzy – Say Hello - Maestro Fresh Wes and Keysha Freshh – Maestro Fresh Wes Presents: Julia the Great - Splash’N Boots – I Am Love                                                                                            |       |
| 2024 | The Swinging Belles               | Welcome to the Flea Circus                    | - ABC Singsong – Big Words - Ginalina – Going Back: Remembered and Remixed Family Folk Songs, Vol. 1 - Splash’N Boots – Lovea-By - Young Maestro – Maestro Fresh Wes Presents: Young Maestro Stick to Your Vision for Young Athletes                                   |       |
| 2025 | Raffi and The Good Lovelies       | Penny Pengiun                                 | - Kym Gouchie – Shun Beh Nats'ujeh: We Are Healing Through Songs - Riley Rocket and MegaBlast – Riley Rocket: Songs from Season One - Walk Off the Earth and Romeo Eats – Buon Appetito - Young Maestro – Maestro Fresh Wes Presents: Young Maestro "Rhyme Travellers" |       |